# Georges Fragerolle
Georges August Fragerolle (París, 11 de març de 1855 - 19 de febrer de 1920) fou un compositor francès.
Fou deixeble de Guiraud i autor de les operetes:
- La fiancée de Tonkin (1886);
- La fleur de lotus (1889);
- A la pêche (1895);
- La Saint-Pierrot (1890);
- L'enfant prodigue (1895);
- Clairs de lune, obra fantàstica (1897);

Així com les col·leccions de cants patriòtics:
- Chansons de France;
- Chansons d'èpée;
- Chansons des soldats de France.